# Mispilopsis luzonica
Mispilopsis luzonica är en skalbaggsart som beskrevs av Stefan von Breuning 1938. Mispilopsis luzonica ingår i släktet Mispilopsis och familjen långhorningar.
Artens utbredningsområde är Filippinerna. Inga underarter finns listade i Catalogue of Life.